# Nathan Burns
Nathan Burns (Orange, 7 de mayo de 1988) es un futbolista australiano que juega como delantero en el Bathurst LXXV.

## Carrera
Debutó en 2006 jugando para el Adelaide United. Tuvo dos años exitosos, entre los cuales fue el primer jugador que jugando para el club convirtiera tres goles en un encuentro oficial, en un partido ante el Central Coast Mariners; lo que lo catapultó a jugar en el AEK Athens griego. Pero desde su arribo en 2008 no tuvo continuidad y entre 2009 y 2010 estuvo a préstamo en el Kerkyra de la Beta Ethniki, la segunda división de Grecia.
En 2012 se alejó del club para ser contratado posteriormente por el Incheon United de la K League Classic de Corea del Sur. Pero nuevamente falló en encontrar continuidad y en 2013 fue cedido al Newcastle United Jets para en 2014 volver definitivamente a la A-League al firmar con el Wellington Phoenix, representante de Nueva Zelanda en la liga australiana. Recibió el premio al mejor jugador de la temporada 2014-15, por lo que el F. C. Tokyo japonés adquirió sus servicios en 2015. En julio de 2017 fue traspasado al Sanfrecce Hiroshima, aunque a finales de ese mismo año regresaría al Wellington Phoenix.

## Selección nacional
Con la selección sub-17 de Australia disputó la Copa Mundial de 2005, mientras que con la sub-20 jugó el Campeonato Juvenil de la AFC 2006.
Realizó su debut con la selección mayor australiana el 30 de junio de 2007 en una victoria por 3-0 sobre Singapur. Formó parte del plantel que obtuvo el subcampeonato en la Copa Asiática 2011 y el campeonato en la siguiente edición. Marcó su primer gol internacional el 3 de septiembre de 2015 en un encuentro ante Bangladés válido por las eliminatorias para Rusia 2018.

## Clubes
| Club                        | País          | Año       |
| --------------------------- | ------------- | --------- |
| Adelaide United F. C.       | Australia     | 2006-2008 |
| AEK Atenas F. C.            | Grecia        | 2008-2012 |
| Kerkyra (a préstamo)        | Grecia        | 2009-2010 |
| Incheon United              | Corea del Sur | 2012-2014 |
| Newcastle Jets (a préstamo) | Australia     | 2013-2014 |
| Wellington Phoenix          | Nueva Zelanda | 2014-2015 |
| F. C. Tokyo                 | Japón         | 2015-2017 |
| Sanfrecce Hiroshima         | Japón         | 2017      |
| Wellington Phoenix          | Nueva Zelanda | 2018-2019 |
| Bathurst LXXV               | Australia     | 2022-     |

## Palmarés

### Títulos nacionales
| Título         | Club             | País   | Año  |
| -------------- | ---------------- | ------ | ---- |
| Copa de Grecia | AEK Atenas F. C. | Grecia | 2011 |

### Títulos internacionales
| Título        | Club (*)  | País      | Año  |
| ------------- | --------- | --------- | ---- |
| Copa Asiática | Australia | Australia | 2015 |

(*) Incluyendo la selección.